# Rokometni klub SVIŠ Ivančna Gorica
Rokometni klub SVIŠ je slovenski rokometni klub iz Ivančne Gorice. Njegova domača dvorana je Športna dvorana OŠ Stična v Ivančni Gorici. Trenutno igra v 1. A moški državni rokometni ligi.